# Mycetoporus angularis
Mycetoporus angularis är en skalbaggsart som beskrevs av Étienne Mulsant och Claudius Rey 1854. Mycetoporus angularis ingår i släktet Mycetoporus, och familjen kortvingar. Arten har ej påträffats i Sverige.